# Australian Open december 1977
De 66e editie van het Australische grandslamtoernooi, het Australian Open 1977, werd gehouden van 19 tot en met 31 december 1977. Voor de vrouwen was het de 52e editie. Het werd op de Kooyong Lawn Tennis Club te Melbourne gespeeld.
Eerder in het jaar – in januari – was ook al een Australian Open gespeeld. Doordat de organisatoren beslisten dat het toernooi voortaan aan het eind van het kalenderjaar zou worden gehouden, waren er in 1977 twee edities. Deze maatregel bleef in stand tot en met 1985, waarna ze werd teruggedraaid.

## Belangrijkste uitslagen
Mannenenkelspel

Finale: Vitas Gerulaitis (VS) won van John Lloyd (VK) met 6–3, 7–6, 5–7, 3–6, 6–2
Vrouwenenkelspel

Finale: Evonne Goolagong-Cawley (Australië) won van Helen Gourlay-Cawley (Australië) met 6–3, 6–0
Mannendubbelspel

Finale: Ray Ruffels (Australië) en Allan Stone (Australië) wonnen van John Alexander (Australië) en Phil Dent (Australië) met 7–6, 7–6
Vrouwendubbelspel

Finale: Evonne Goolagong-Cawley(Aus)/Helen Gourlay-Cawley(Aus) en Mona Schallau-Guerrant(VS)/Kerry Melville-Reid(Aus) werden gedeeld winnaars doordat de finale werd afgelast wegens regen
Gemengd dubbelspel

niet gespeeld tussen 1970 en 1986
Meisjesenkelspel

Finale: Amanda Tobin (Australië) won van Leanne Harrison (Australië) met 6-1, 6-2 
Meisjesdubbelspel

Winnaressen: Keryn Pratt (Australië) en Amanda Tobin (Australië) 
Jongensenkelspel

Winnaar: Ray Kelly (Australië) 
Jongensdubbelspel

Winnaars: Ray Kelly (Australië) en Geoffrey Thams (Australië) 
1905 · 1906 · 1907 · 1908 · 1909 · 1910 · 1911 · 1912 · 1913 · 1914 · 1915 · 1916–1918 · 1919 · 1920 · 1921 · 1922 · 1923 · 1924 · 1925 · 1926 · 1927 · 1928 · 1929 · 1930 · 1931 · 1932 · 1933 · 1934 · 1935 · 1936 · 1937 · 1938 · 1939 · 1940 · 1941–1945 · 1946 · 1947 · 1948 · 1949 · 1950 · 1951 · 1952 · 1953 · 1954 · 1955 · 1956 · 1957 · 1958 · 1959 · 1960 · 1961 · 1962 · 1963 · 1964 · 1965 · 1966 · 1967 · 1968
↓ open tijdperk ↓
1969 (m-v-md-vd-gd) · 1970 (m-v-md-vd) · 1971 (m-v-md-vd) · 1972 (m-v-md-vd) · 1973 (m-v-md-vd) · 1974 (m-v-md-vd) · 1975 (m-v-md-vd) · 1976 (m-v-md-vd) · jan 1977 (m-v-md-vd) · dec 1977 (m-v-md-vd) · 1978 (m-v-md-vd) · 1979 (m-v-md-vd) · 1980 (m-v-md-vd) · 1981 (m-v-md-vd) · 1982 (m-v-md-vd) · 1983 (m-v-md-vd) · 1984 (m-v-md-vd) · 1985 (m-v-md-vd) · 1986 · 1987 (m-v-md-vd-gd) · 1988 (m-v-md-vd-gd) · 1989 (m-v-md-vd-gd) · 1990 (m-v-md-vd-gd) · 1991 (m-v-md-vd-gd) · 1992 (m-v-md-vd-gd) · 1993 (m-v-md-vd-gd) · 1994 (m-v-md-vd-gd) · 1995 (m-v-md-vd-gd) · 1996 (m-v-md-vd-gd) · 1997 (m-v-md-vd-gd) · 1998 (m-v-md-vd-gd) · 1999 (m-v-md-vd-gd) · 2000 (m-v-md-vd-gd) · 2001 (m-v-md-vd-gd) · 2002 (m-v-md-vd-gd) · 2003 (m-v-md-vd-gd) · 2004 (m-v-md-vd-gd) · 2005 (m-v-md-vd-gd) · 2006 (m-v-md-vd-gd) · 2007 (m-v-md-vd-gd) · 2008 (m-v-md-vd-gd) · 2009 (m-v-md-vd-gd) · 2010 (m-v-md-vd-gd) · 2011 (m-v-md-vd-gd) · 2012 (m-v-md-vd-gd) · 2013 (m-v-md-vd-gd) · 2014 (m-v-md-vd-gd) · 2015 (m-v-md-vd-gd) · 2016 (m-v-md-vd-gd) · 2017 (m-v-md-vd-gd) · 2018 (m-v-md-vd-gd) · 2019 (m-v-md-vd-gd)  · 2020 (m-v-md-vd-gd) · 2021 (m-v-md-vd-gd) · 2022 (m-v-md-vd-gd) · 2023 (m-v-md-vd-gd) · 2024 (m-v-md-vd-gd) · 2025 (m-v-md-vd-gd)
Lijst van Australian Openwinnaars